# Manic Nirvana
Albums de Robert Plant
Now and Zen
(1988) Fate of Nations
(1993)
Singles
1. Hurting Kind (I've Got My Eyes on You)
Sortie : mars 1990
2. Tie Dye on the Highway
Sortie : mars 1990
3. Big Love
Sortie : avril 1990
4. I Cried
Sortie : mai 1990
5. Your Ma Said You Cried in Your Sleep...
Sortie : juillet 1990

Manic Nirvana est le cinquième album studio du chanteur de rock anglais Robert Plant. Il sort le 19 mars 1990 sur le label Es Paranza Records et est produit par Robert Plant, Phil Johnstone et Mark Stent.

## Historique
Cet album est enregistré en 1989 à Londres dans les Studios Olympic.
L'album se classe 13e au Billboard 200 aux États-Unis et 15e dans les charts britanniques. Il est récompensé par la RIAA d'un disque d'or pour plus de 500 000 albums vendus aux USA.
En 2007, une réédition remastérisée, avec trois titres bonus, est publiée par Rhino Entertainment.

## Titres
| No  | Titre                                           | Auteur                                                                   | Durée |
| --- | ----------------------------------------------- | ------------------------------------------------------------------------ | ----- |
| 1.  | Hurting Kind (I've Got My Eyes on You)          | Robert Plant, Charlie Jones, Chris Blackwell, Doug Boyle, Phil Johnstone | 4:04  |
| 2.  | Big Love                                        | Plant, Blackwell, Johnstone                                              | 4:24  |
| 3.  | S S S & Q                                       | Plant, Jones, Blackwell, Boyle, Johnstone                                | 4:38  |
| 4.  | I Cried                                         | Plant, Johnstone                                                         | 4:59  |
| 5.  | She Said                                        | Plant, Jones, Blackwell, Boyle, Johnstone                                | 5:10  |
| 6.  | Nirvana                                         | Plant, Jones, Boyle                                                      | 4:36  |
| 7.  | Tie Dye on the Highway                          | Plant, Blackwell                                                         | 5:15  |
| 8.  | Your Ma Said You Cried in Your Sleep Last Night | Mel Glazer, Stephen Schlaks                                              | 4:36  |
| 9.  | Anniversary                                     | Plant, Johnstone                                                         | 5:02  |
| 10. | Liars Dance                                     | Plant, Boyle                                                             | 2:40  |
| 11. | Watching You                                    | Plant, Blackwell, Johnstone                                              | 4:19  |

| 12. | Oompah (Watery Bint) | Plant, Johnstone                          | 5:48 |
| 13. | One Love             | Plant, Jones, Blackwell, Boyle, Johnstone | 3:15 |
| 14. | Don't Look Back      | Billy Vera                                | 3:02 |

## Musiciens
- Robert Plant: chant
- Phil Johnstone:claviers, guitares
- Charlie Jones: basse
- Doug Boyle: guitare solo
- Chris Blackwell: batterie, guitares

### Musiciens additionnels
- Robert Stride et Micky Groome: chœurs sur Big Love
- Laila Cohen: chœurs
- Carolyn Harding: chœurs
- Siddi Makain Mushkin: chœurs sur Watching You

## Charts & certifications

### Album
Charts
| Pays             | Durée du classement | Meilleur classement | Date          |
| ---------------- | ------------------- | ------------------- | ------------- |
| Allemagne        | 13 semaines         | 30e                 | 23 avril 1990 |
| Australie        | 7 semaines          | 26e                 | 22 avril 1990 |
| Canada           | 34 semaines         | 11e                 | 23 juin 1990  |
| États-Unis       | 25 semaines         | 13e                 | 28 avril 1990 |
| Nouvelle-Zélande | 8 semaines          | 24e                 | 6 mai 1990    |
| Pays-Bas         | 3 semaines          | 78e                 | 14 avril 1990 |
| Royaume-Uni      | 9 semaines          | 15e                 | 31 mars 1990  |

Certifications
| Pays        | Certification | Ventes    | Date          |
| ----------- | ------------- | --------- | ------------- |
| Canada      | Platine       | 100 000 + | 31 mai 1990   |
| États-Unis  | Or            | 500 000 + | 18 mai 1990   |
| Royaume-Uni | Argent        | 60 000 +  | 10 avril 1990 |

### Singles
| Single                 | Chart                  | Durée du classement | Position | Date            |
| ---------------------- | ---------------------- | ------------------- | -------- | --------------- |
| Hurting Kind           | Hot 100                | 10 semaines         | 46e      | 21 avril 1990   |
| Hurting Kind           | Mainstream Rock Tracks | 13 semaines         | 1er      | 24 mars 1990    |
| Hurting Kind           | RPM Top Singles        | 9 semaines          | 14e      | 14 mai 1990     |
| Hurting Kind           | RMNZ Singles Top40     | 1 semaines          | 39e      | 6 mai 1990      |
| Hurting Kind           | UK Singles Chart       | 3 semaines          | 45e      | 5 mai 1990      |
| Tie Dye on the Highway | Mainstream Rock Tracks | 16 semaines         | 6e       | 19 mai 1990     |
| Tie Dye on the Highway | RPM Top Singles        | 3 semaines          | 78e      | 16 juin 1990    |
| I Cried                | Mainstream Rock Tracks | 6 semaines          | 39e      | 21 avril 1990   |
| Big Love (promo)       | Mainstream Rock Tracks | 4 semaines          | 35e      | 14 avril 1990   |
| Your Ma Said...        | Mainstream Rock Tracks | 13 semaines         | 8e       | 14 juillet 1990 |
| Your Ma Said...        | RPM Top Singles        | 5 semaines          | 71e      | 28 juillet 1990 |
| Your Ma Said...        | UK Singles Chart       | 1 semaine           | 90e      | 7 juillet 1990  |
| SSS & Q (promo)        | Mainstream Rock Tracks | 3 semaines          | 47e      | 25 août 1990    |